# Cấm Khê
Cấm Khê hay Kim Khê là căn cứ cuối cùng của Hai Bà Trưng trong cuộc khởi nghĩa chống quân xâm lược Đông Hán và theo sử Trung Quốc thì Hai Bà hy sinh tại đây.

## Sử liệu
Giao Châu ngoại vực ký chép: nhà Hán sai Phục ba tướng quân Mã Viện đem quân đánh. Trắc và Thi chạy vào Kim Khê cứu, ba năm mới bắt được...
Hậu Hán thư, phần Mã Viện truyện chép: Viện đuổi theo Trưng Trắc đến Cấm Khê...
Việt điện u linh chép: Quân Hán kéo đến Lãng Bạc, Bà đánh lại, quân ít không địch nổi, rút về giữ Cấm Khê
Lĩnh nam chích quái chép: Quân địch đến Lãng Bạc, Bà chống cự; qua năm Bà thấy binh tế Mã Viện cường thịnh... bèn lui về giữ Cấm Khê
Đại Việt sử ký toàn thư chép: Nhâm dần năm thứ ba... Mã Viện... đến Lãng Bạc đánh nhau với Vua. Vua thấy thế giặc mạnh lắm... lui quân về giữ đất Cấm Khê (Cấm Khê sử cũ chép là Kim Khê).
Có thể thấy, Cấm Khê được ghi chép trong các sách sử Việt Nam và Trung Quốc, đều là nơi Hai Bà Trưng lui về sau khi thua Mã Viện ở Lãng Bạc. Tại đây Hai Bà đã chống trả và cầm cự trong một khoảng thời gian khá dài. Sau đó căn cứ này đã thất thủ vào năm 43.

## Vị trí
Vùng Cấm Khê được bao bọc bởi sông Tích, núi Tản Viên và núi Viên Nam, thuộc huyện Thạch Thất, Hà Nội. Nơi bắt nguồn Suối Vàng là núi Vua Bà (thuộc dãy Viên Nam) sau đó chảy về làng Hạ Lôi (tên Nôm là Kẻ Lói) ở xã Hạ Bằng, huyện Thạch Thất.
Từ đây ngược sông Tích sẽ lên sông Hồng, sông Lô và vùng núi tây bắc (Phong Châu); còn xuôi theo sông Tích sẽ xuống sông Đáy và vào Cửu Chân.
Cách Hạ Lôi (Kẻ Lói) 1 km về phía tây, xưa là làng Nam Giao. Tên làng này đặc biệt vì đây là tên phương Bắc dùng để gọi Giao Chỉ ở phía Nam và không có làng nào khác đặt tên này. Chỉ có đàn tế trời của nước ta mới gọi là Đàn Nam Giao. Làng này nay đã di dời để làm khu CNC Hòa Lạc.
Cách 3 km về phía đông nam là Thành Quèn với những tính chất cư trú thời Đông Hán thế kỷ 1-3  giống Luy Lâu, sau này trở thành căn cứ của Đỗ Cảnh Thạc thời 12 sứ quân ở huyện Quốc Oai
Cách 14 km về hướng đông bắc là Đền Hát Môn nơi Hai Bà hội quân ở huyện Phúc Thọ.
Cách 20 km về hướng tây bắc là Miếu Mèn thờ Bà Man Thiện - mẹ Hai Bà Trưng ở huyện Ba Vì.
Theo địa chí Hà Tây, tại hai xã Đồng Trúc và Hạ Bằng thế kỷ 20 đã đào được hai trống đồng Heger II và III cùng 44 chiếc rìu đá.

## Tranh cãi về Mê Linh
Ghi chép về Mê Linh trong hai tài liệu cổ nhất của Việt Nam, đều thuộc thời Hậu Lê và cách nhau 44 năm đã mâu thuẫn:
Dư địa chí của Nguyễn Trãi (năm 1434) chép: Mê Linh là Hát Môn thuộc huyện Phúc Lộc bây giờ... huyện Phúc Lộc là Mê Linh ngày xưa
Đại Việt sử ký toàn thư (năm 1479) chép: Thời Tây Hán trị sở của thái thú (Giao Châu) tại Long Uyên tức Long Biên. Thời Đông Hán tại Mê Linh tức Yên Lãng.
Do đó, ba thế kỷ sau Lê Quý Đôn viết Vân đài loại ngữ (năm 1773) rất lộn xộn, chép Yên Lãng thuộc về ba huyện khác nhau cùng tồn tại trong một thời kỳ: Mê Linh nay là Yên Lãng... Phong Khê là đất Yên Lãng... Chu Diên nay là Yên Lãng
Cương mục nhà Nguyễn chép: Mê Linh là Phong Châu... ở địa phận hai huyện Phúc Lộc và Đường Lâm
Do đó đã xuất hiện các tranh cãi về Mê Linh, một số cho rằng Mê Linh ở phía nam sông Hồng và số khác cho là ở phía bắc, ngay gần thành Cổ Loa của Thục Phán. Ở huyện Yên Lãng này cũng có làng Hạ Lôi nhưng không có tên Nôm. Năm 1977 huyện này được đổi tên thành Mê Linh.
Từ năm 1973-1990, nhà nghiên cứu Đinh Văn Nhật sử dụng phương pháp địa lý học lịch sử để nghiên cứu về các địa danh thời Hai Bà Trưng. Ông sau đó kết luận huyện Mê Linh nằm ở phía nam sông Hồng, cụ thể là phía tây sông Đáy của Hà Nội. Các bài viết của ông đều được đăng trên Tạp chí Nghiên cứu lịch sử, Viện Khoa học Xã hội Việt Nam.
Trong các chuyến khảo sát có GS. Lê Văn Lan, GS. Văn Tân và nhiều nhà sử học khác. Trong hội nghị khoa học về Hai Bà Trưng do Sở Văn hoá - Thông tin Hà Nội tổ chức ngày 3/3/1982 tại Đền Đồng Nhân, Mê Linh được xác định ở phía nam sông Hồng.
Còn huyện Yên Lãng vốn là đất huyện Tây Vu với trung tâm là Cổ Loa của con cháu Thục Phán, sau đó tách thành Phong Khê và Vọng Hải. Làng Hạ Lôi ở đây có thể là di dân sau khi Hai Bà Trưng bại trận bởi Hậu Hán Thư quyển 86 phần Tây Nam di liệt truyện chép "Bắt hơn 300 kẻ cầm đầu dời đi Linh Lăng. Vùng Lĩnh Biểu coi như bình định" cho thấy có sự thay đổi lớn về dân cư. Nhiều người bị tù đày và buộc đi khỏi nơi sinh sống lâu đời trước đó, rồi lập nên một làng Hạ Lôi mới ở bên kia sông Hồng.
Một giả thiết khác có thể Hạ Lôi vốn nằm ở phía nam sông Hồng, thuộc huyện Đan Phượng, tức huyện Chu Diên xưa. Theo thần tích làng Nại Tử xã Hồng Hà thì ông Thi Sách - chồng bà Trưng Trắc - là người làng này. Năm 1971 trận lụt lịch sử đồng bằng sông Hồng đã khiến cả làng bị mất đất và năm 1972 thì đi xây dựng kinh tế mới ở sông Mã, Sơn La. Theo Việt điện U linh và Lĩnh Nam chích quái thì Hai Bà đóng đô ở thành Ô Diên, sau là thành trì của Hậu Lý Nam Đế, nay còn dấu tích ở xã Hạ Mỗ. Có thể lũ lụt cũng khiến Hạ Lôi bị dạt sang bờ bắc (Hạ Lôi này ở ngay ven đê tả). Các sự việc tương tự ở thời hiện đại vẫn được ghi nhận như xã Tân Đức vốn thuộc huyện Ba Vì, Hà Nội đã dạt sang bên kia sông rồi được sáp nhập về Việt Trì, Phú Thọ năm 2008. Hay xã Tự Nhiên vốn thuộc Khoái Châu, Hưng Yên nhưng cũng do phù sa đổi dòng mà từ thời Nguyễn đã thuộc về huyện Thường Tín, Hà Nội. Do đó Đền Hạ Lôi và các đền ở Yên Lãng đều thờ chung cả ông Thi Sách và cha mẹ ông, còn Đền Hát Môn chỉ thờ Hai Bà.